# Marindvor
Marindvor falu Horvátországban, Pozsega-Szlavónia megyében. Közigazgatásilag Pozsegához tartozik.

## Fekvése
Pozsegától 6 km-re északnyugatra, a Pozsegai-medencében, a Verőcéről Pozsegára menő út mentén, Štitnjak és Bankovci között fekszik.

## Története
A területén talált ősi település maradványai igazolják, hogy itt már a történelem előtti időben is éltek emberek. A mai település a 19. század második felében keletkezett Kunovci külterületén a Pozsegáról Verőcére menő út mellett mezőgazdasági majorként. Lakói Dél-Magyarországról és a környező falvakból betelepített magyar és horvát anyanyelvű mezőgazdasági munkások voltak. 1890-ben 63, 1910-ben 104 lakosa volt. 1910-ben a népszámlálás adatai szerint lakosságának 75%-a horvát, 15%-a magyar anyanyelvű volt. Pozsega vármegye Pozsegai járásának része volt. Az első világháború után 1918-ban az új szerb-horvát-szlovén állam, majd később (1929-ben) Jugoszlávia része lett. 1991-ben lakosságának 91%-a horvát nemzetiségű volt. 2001-ben 116 lakosa volt.

## Lakossága
| Lakosság változása | Lakosság változása | Lakosság változása | Lakosság változása | Lakosság változása | Lakosság változása | Lakosság változása | Lakosság változása | Lakosság változása | Lakosság változása | Lakosság változása | Lakosság változása | Lakosság változása | Lakosság változása | Lakosság változása | Lakosság változása |
| ------------------ | ------------------ | ------------------ | ------------------ | ------------------ | ------------------ | ------------------ | ------------------ | ------------------ | ------------------ | ------------------ | ------------------ | ------------------ | ------------------ | ------------------ | ------------------ |
| 1857               | 1869               | 1880               | 1890               | 1900               | 1910               | 1921               | 1931               | 1948               | 1953               | 1961               | 1971               | 1981               | 1991               | 2001               | 2011               |
| 0                  | 0                  | 0                  | 63                 | 117                | 104                | 113                | 77                 | 39                 | 51                 | 82                 | 128                | 165                | 117                | 138                | 116                |

(1890-től településrészként, 1991-től önálló településként.)